# Diözesanmuseum in Pelplin

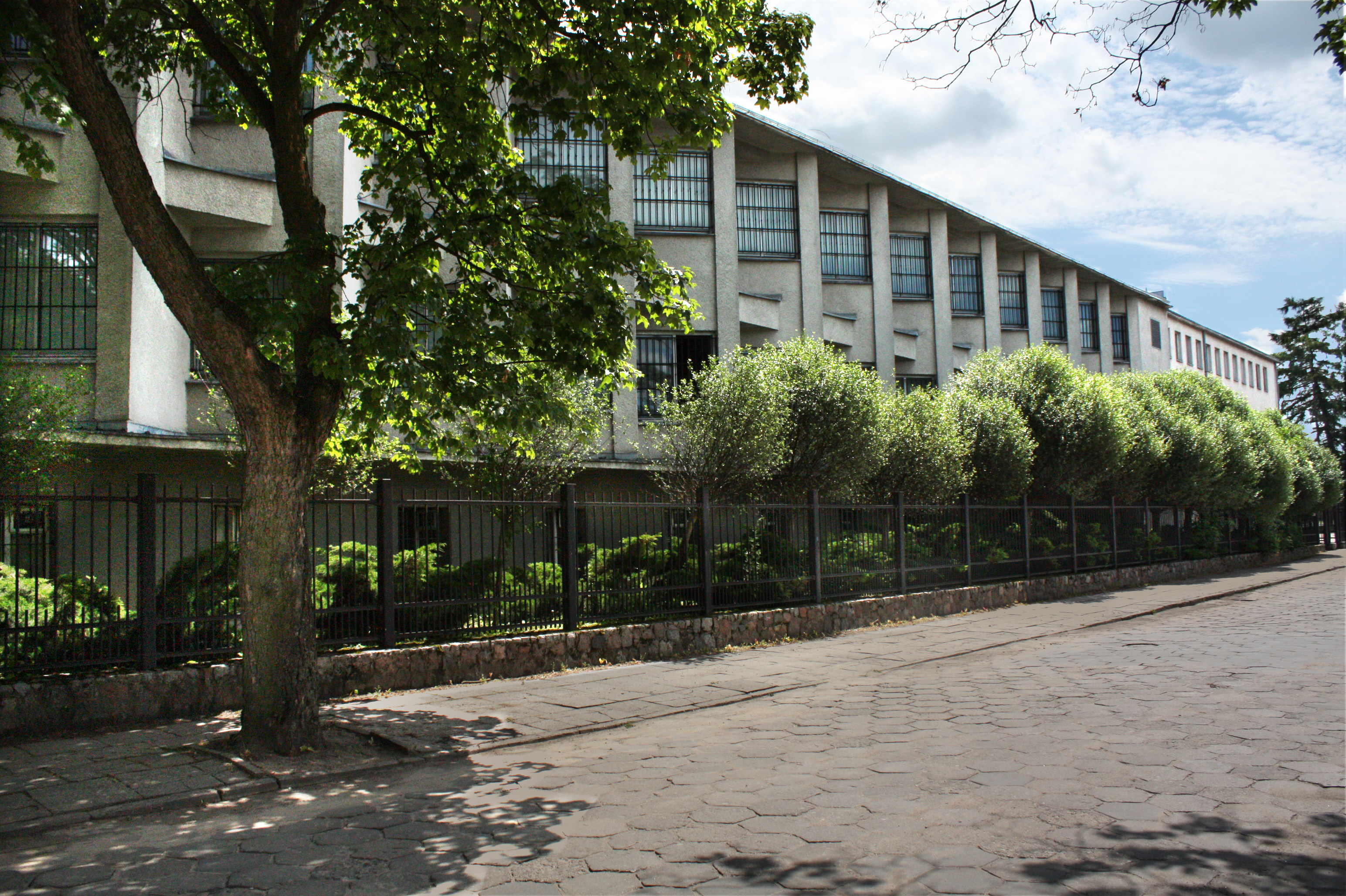
Diözesanmuseum in Pelplin

Das Diözesanmuseum in Pelplin (Powiat Tczewski Woiwodschaft Pommern) gehört zu den bedeutendsten Sammlungen mittelalterlicher Kunst in Polen. Es untersteht dem Bistum Pelplin und trägt den Namen des Bischofs Stanisław Wojciech Okoniewski (1870–1944), des Gründers dieses Museums.

## Geschichte
Das Museum wurde 1928 gegründet. Seit 1988 befindet es sich im neu errichteten Gebäudekomplex der Pelpliner Bischofskurie.

## Sammlungen
Den größten Teil der Sammlungen bilden gotische Skulpturen aus den Kirchen der ehemaligen Diözese Kulm (u. a. aus Thorn, wie der Flügelaltar aus der Himmelfahrtskirche), sowie spätgotische Bilder „Kreuzabnahme“ und „Geißelung“ aus der Kathedralbasilika der Heiligen Johannes des Täufers und Johannes des Evangelisten sowie der monumentale Flügelaltar (1380) aus Thorn, Bilder von Hermann Hahn (1570–1628) und Andreas Stech (1635–1697).
Zu der Frühdrucksammlung gehört die Gutenberg-Bibel aus dem Franziskanerkloster in Lubawa (dt. Löbau in Westpreußen) in zwei Bänden, mit dem Originaleinband aus dem 15. Jahrhundert, einem Werk von Heinrich Coster aus Lübeck. Das Buch kam während des Zweiten Weltkrieges über Paris und London nach Kanada. Es kehrte erst 1959 nach Polen zurück. Zu der Manuskriptensammlung gehört die Handschrift des hl. Augustinus von Hippo „De Civitate Dei“ (1425).
Die Kunsthandwerksammlungen enthalten Monstranzen und Reliquiare aus den Werkstätten von Danzig, Thorn und Nürnberg. Die Sammlungen enthalten auch liturgische Gewänder, wie Messgewänder und Dalmatiken.

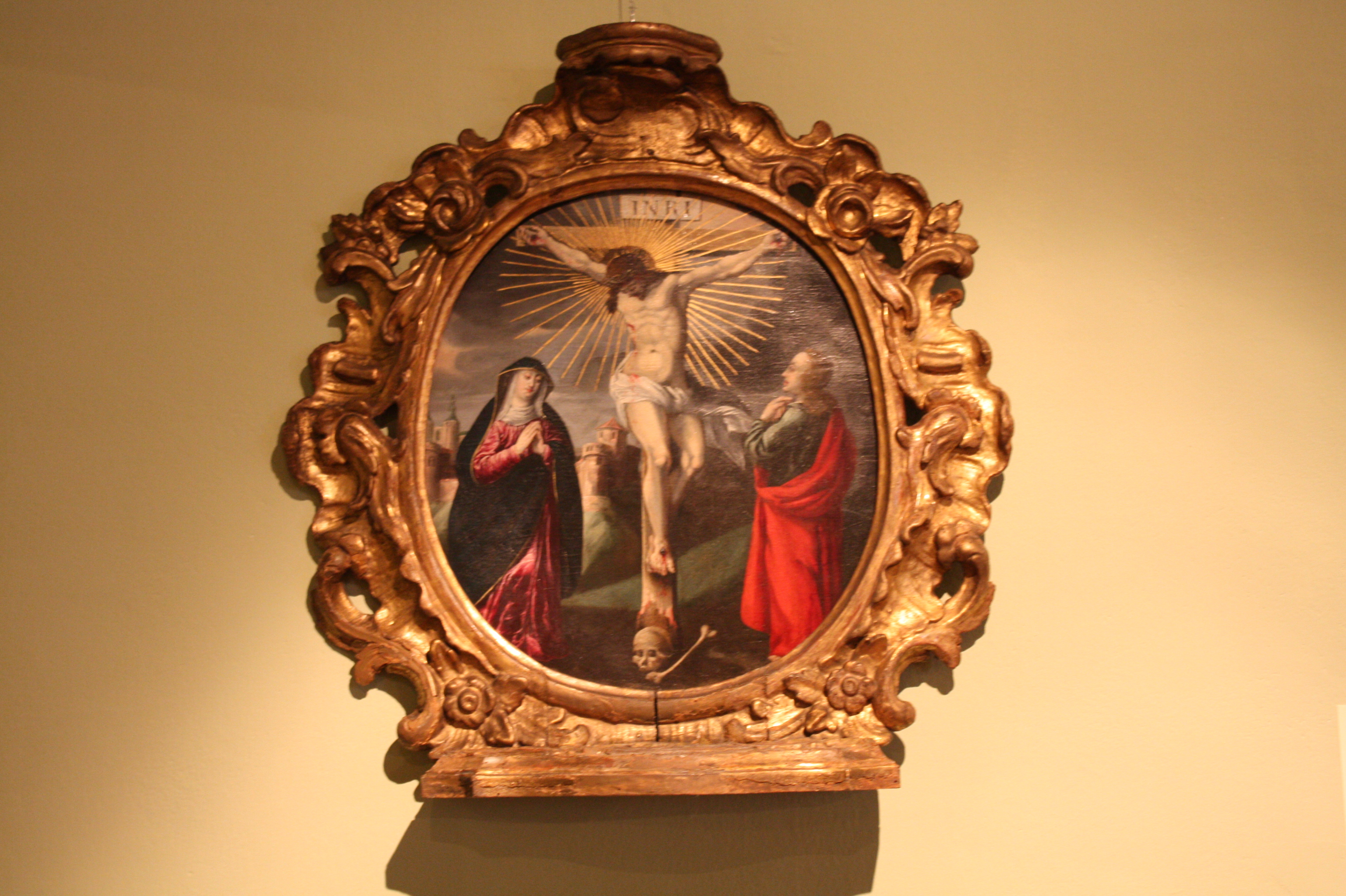
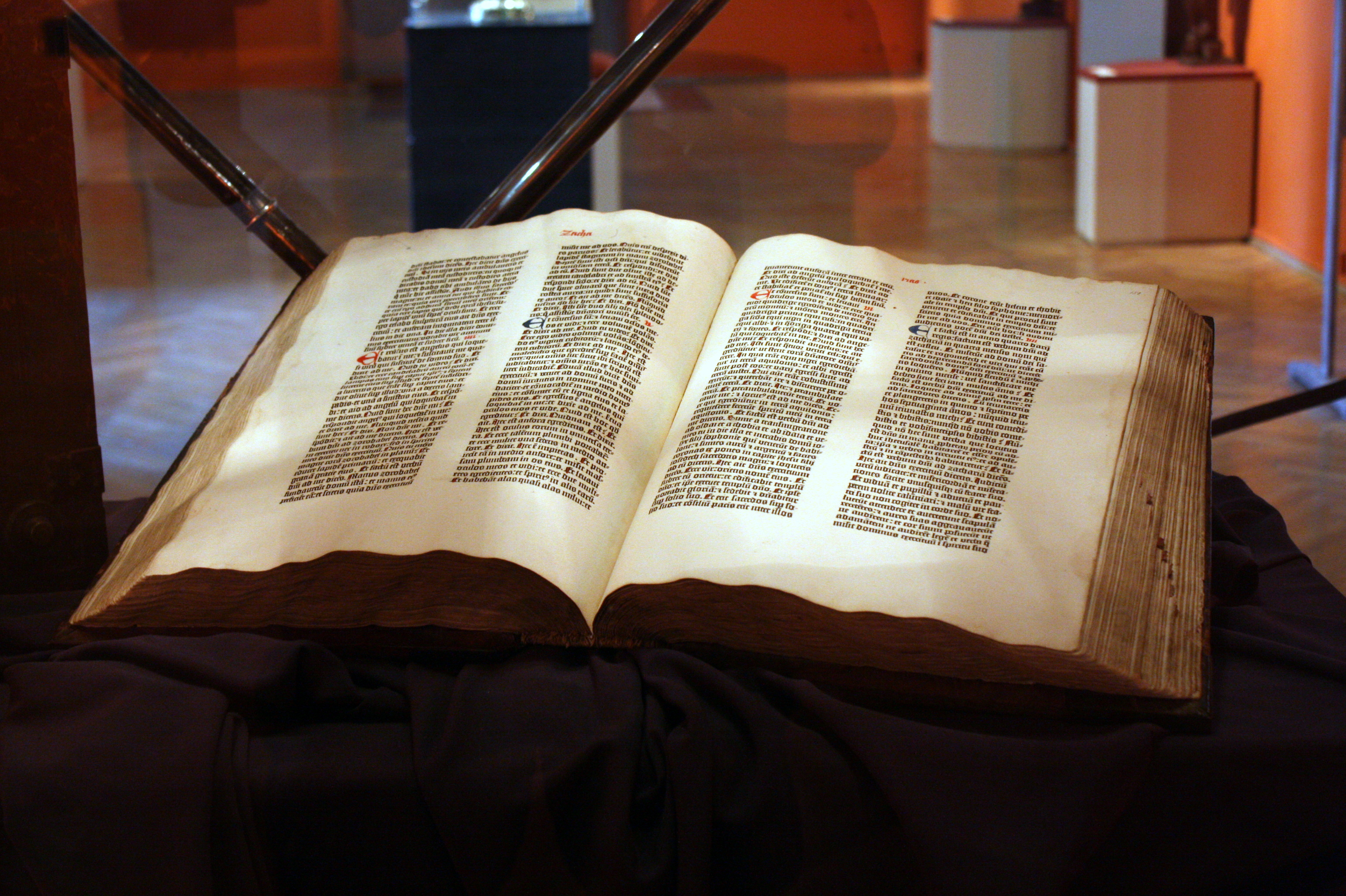
Gutenberg-Bibel
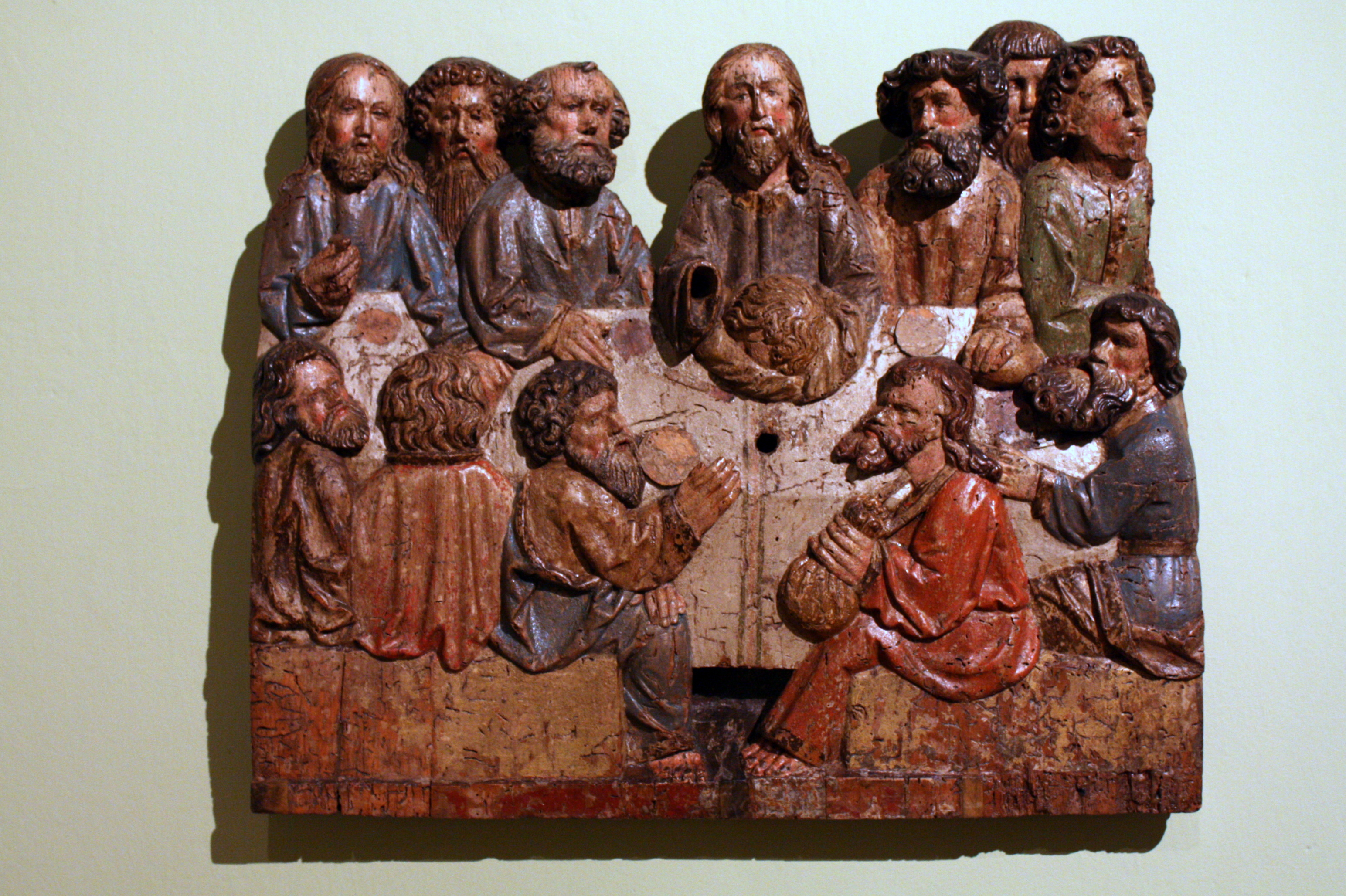
Barbarareliquiar